# Anton Ernst von Breuner
Anton Ernst von Breuner (* 4. Oktober 1724 in Graz; † 15. Februar 1789 in Passau) war ein deutscher Prälat.

## Leben
Der 1724 in Graz geborene Anton Ernst Franz, Reichsgraf (seit 1776 Fürst) von Breuner, war ein Sohn des steirischen Landeshauptmanns Karl Adam von Breuner und ein Bruder des Fürstbischofs von Lavant und Chiemsee, Franz Xaver von Breuner (1723–1797). Er wurde 1741 Domherr in Freising und sechs Jahre später in Passau. 1752 rückte er in Freising zum Domkapitular auf, 1755 auch in Passau. 1764 in Passau zum Priester geweiht, erhielt er das Amt des bischöflich passauischen Offizials und Generalvikars für den Bistumsteil im Land ob der Enns, der während seiner Amtszeit 1783 auf Anordnung Kaiser Josefs II. vom Bistum Passau abgetrennt wurde. Seit 1772 war er wirklicher Geheimer Rat und Propst des Kollegiatstiftes St. Veit in Freising. Er starb am 15. Februar 1789 in Passau und wurde dort begraben.